# 뫼들라로이트
뫼들라로이트(독일어: Mödlareuth, 독일어 발음: [ˈmøːdlaˌʁɔʏ̯t])는 바이에른주와 튀링겐주에 걸쳐있는 독일의 마을이다. 1949년부터 1990년까지 마을의 북쪽은 동독, 남쪽은 서독의 영토였다. 미국인들은 베를린 장벽이 베를린을 나눠놓은 것과 같이 이 마을 또한 장벽으로 분리되어 있는 것을 보고 "작은 베를린"이라고 불렀다. 이 "작은 베를린"이라는 별명은 동독과 서독이 장벽으로 분단된 것을 상징했을 뿐만 아니라 통일의 상징이기도 하다. 오늘날 뫼들라로이트 박물관은 마을 역사와 분단 당시 정치 체제에 대한 정보를 알려준다.

## 역사

### 초기
뫼들라로이트에 대한 최초의 기록은 1374년 게펠(Gefell) 교구 교회의 문서로, "Modelotenreut"라는 철자로 기록되어 있다. 뫼들라로이트는 1502년 봉지 소유권에 대한 등록부에 언급되어 있지만, 정확한 위치 등 이름 이외의 정보는 나와있지 않다.
1810년 나폴레옹 전쟁 당시 뫼들라로이트는 마을 한가운데를 흘러가는 폭이 고작 30cm인 개울인 탄바흐를 경계로 바이에른 왕국과 로이스게라로 분단되었다. 하지만 140년간 이 경계는 마을 주민들에게 약간의 차이점만 가져왔다. 뫼들라로이트 주민들은 바이에른 영토에 있던 교회에 출석했으며, 학교와 유일한 레스토랑은 로이스 측에 있었다.

### 냉전
1945년, 로이스가 1920년부터 속했던 튀링겐은 소련군 점령지가 되었으며, 바이에른은 연합군 점령지이 되었다. 1949년 동독과 서독 헌법이 비준되고, 마을은 2개의 국가로 분단되었다. 국경선을 넘기 위해서는 통행증이 필요했다.
1952년 동독은 양독 국경 통제를 강화하기 시작했다. 국경과 가까이 거주하는 주민들은 강제로 재배치되었으며, 뫼들라로이트도 예외는 아니었다. 뫼들라로이트 마을의 경계에는 2m에 달하는 나무 울타리가 더 복잡한 국경 펜스에 뒤이어 지어졌다. 1931년 베를린 장벽이 완성된 이후, 독일의 다른 분단 마을들에도 장벽이 지어지기 시작했다. 뫼들라로이트 장벽은 1966년 지어졌다. 이후 마을의 동독 지역은 밤낮 구분 없이 엄격한 감시를 받았지만 서독 지역은 독일 분단을 상징하는 관광지가 되었다. 미국인 관광객들은 이 마을을 작은 베를린이라 불렀다.
1983년 뫼들라로이트 서독 지역을 방문한 미국 부통령 조지 H. W. 부시는 존 F. 케네디 대통령이 남긴 나는 베를린 사람입니다 연설을 따라 "나는 뫼들라로이트 사람입니다 (Ich bin ein Mödlareuther!)"라는 말을 남겼다. 부시는 당시 서독 연방방위부 장관이던 만프레트 뵈르너, 이웃 마을인 퇴펜(Töpen) 시장 아르놀트 프리드리히와 함께 뫼들라로이트를 방문했다.
베를린 장벽 붕괴 한 달 후인 1989년 12월 뫼들라로이트 장벽을 넘는 길이 열렸다. 독일의 재통일 넉 달 전인 1990년 6월 17일 뫼들라로이트 장벽은 불도저로 철거되었다. 장벽의 일부분만 기념비이자 박물관의 일부로 남아있다.

### 오늘날
뫼들라로이트 마을의 튀링겐주에 속한 부분은 행정구역상으로 게펠(Gefell Stadt), 바이에른주에 속한 부분은 퇴펜(Töpen Stadt)이다.
1994년 뫼들라로이트에는 구 동독과 서독 국경에 대한 야외 박물관이 생겼다. 이 박물관에는 장벽 원본 일부가 남아있으며 재건된 부분도 있다.
통일 이후 뫼들라로이트 마을의 두 부분은 완전히 자유롭게 오갈 수 있지만, 아직도 많은 차이점이 남아있다. 우편번호와 지역번호가 다르고, 지역 아동들이 등교하는 학교도 다르며 투표 결과도 다르게 나온다.

## 사진

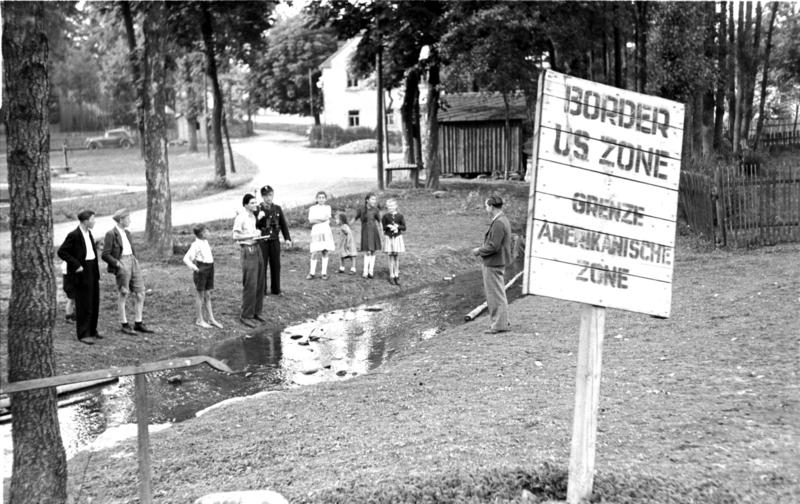
1949년 뫼들라로이트 경계
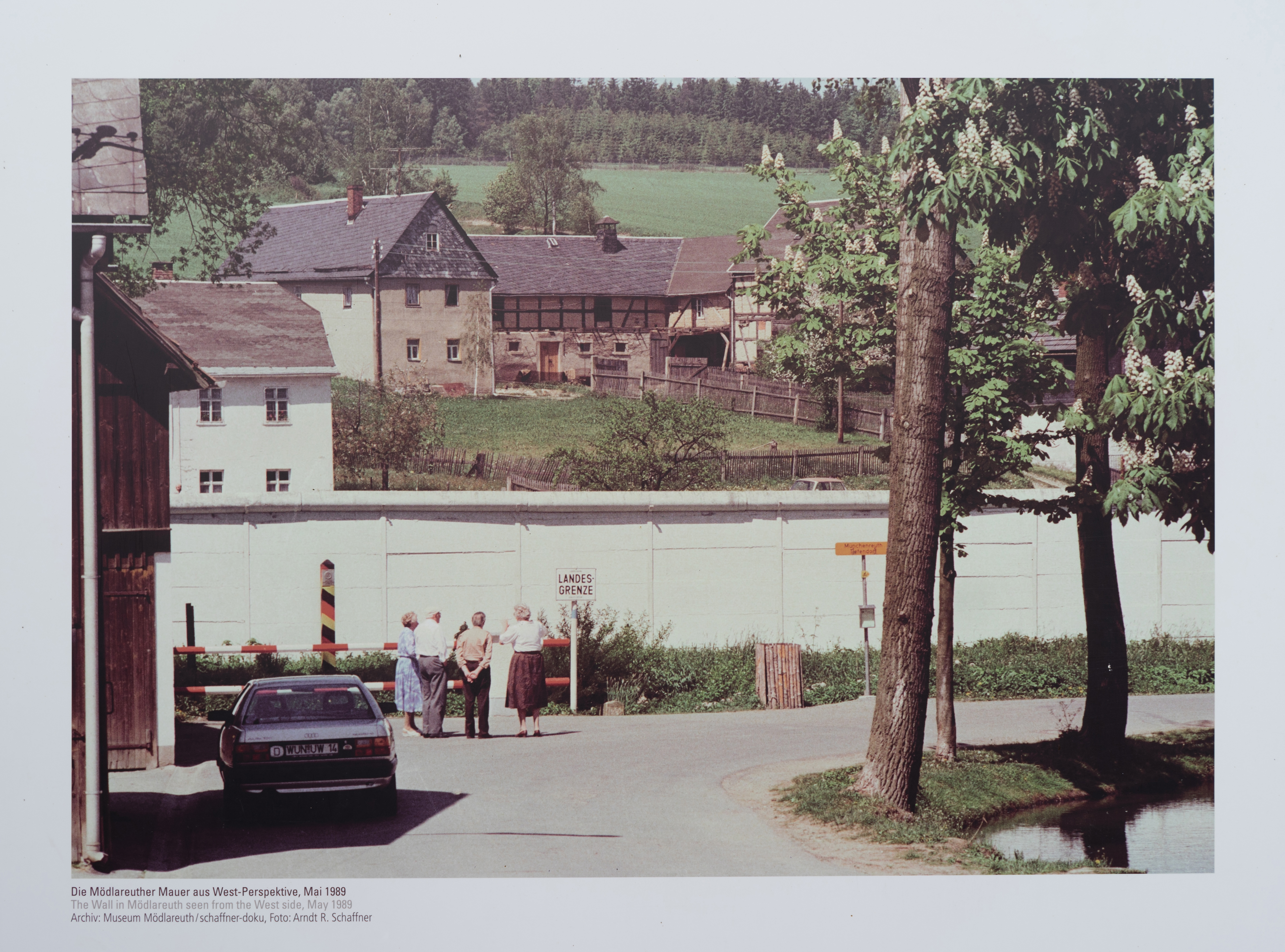
1989년 뫼들라로이트 경계
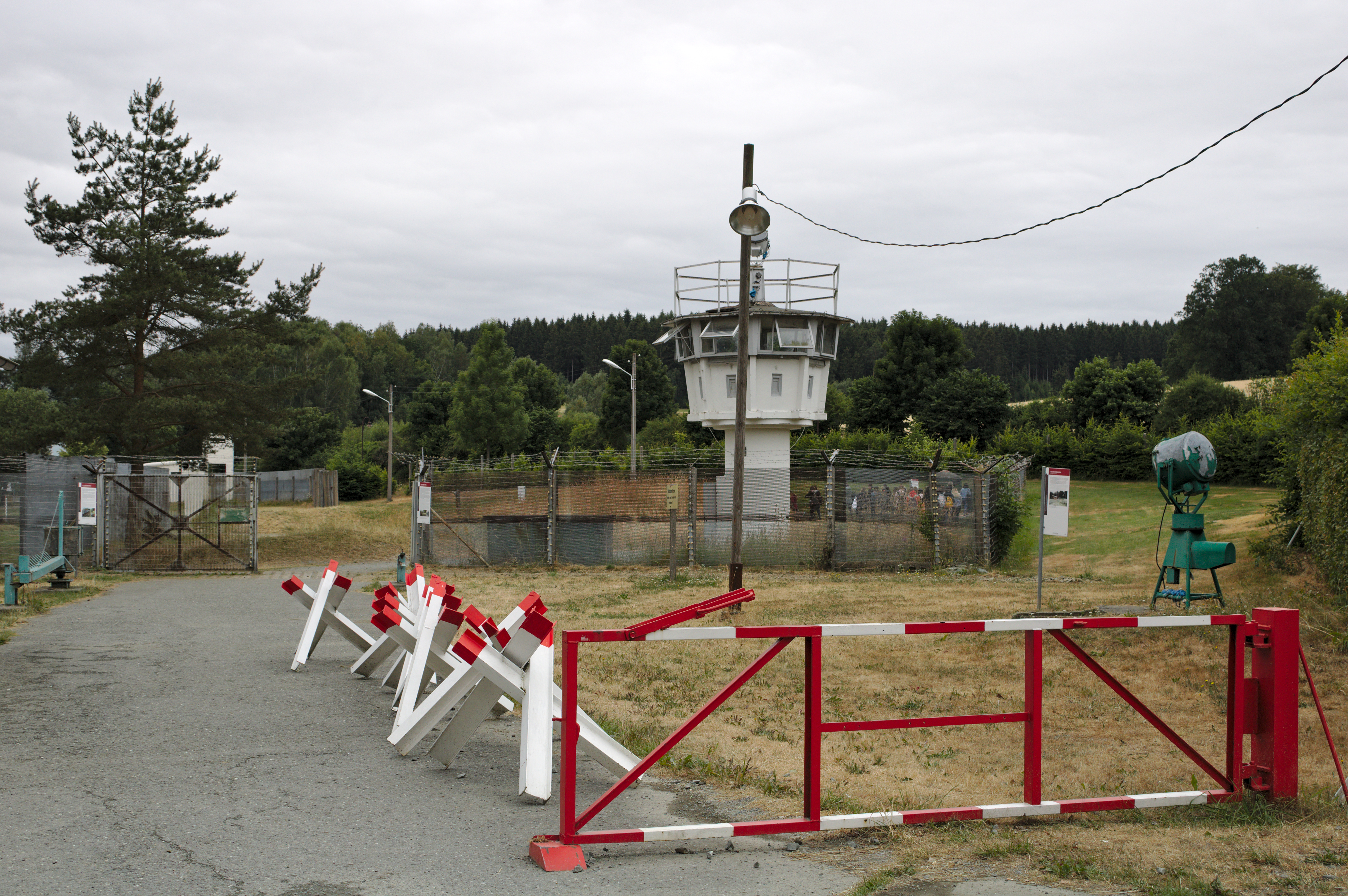
야외 박물관
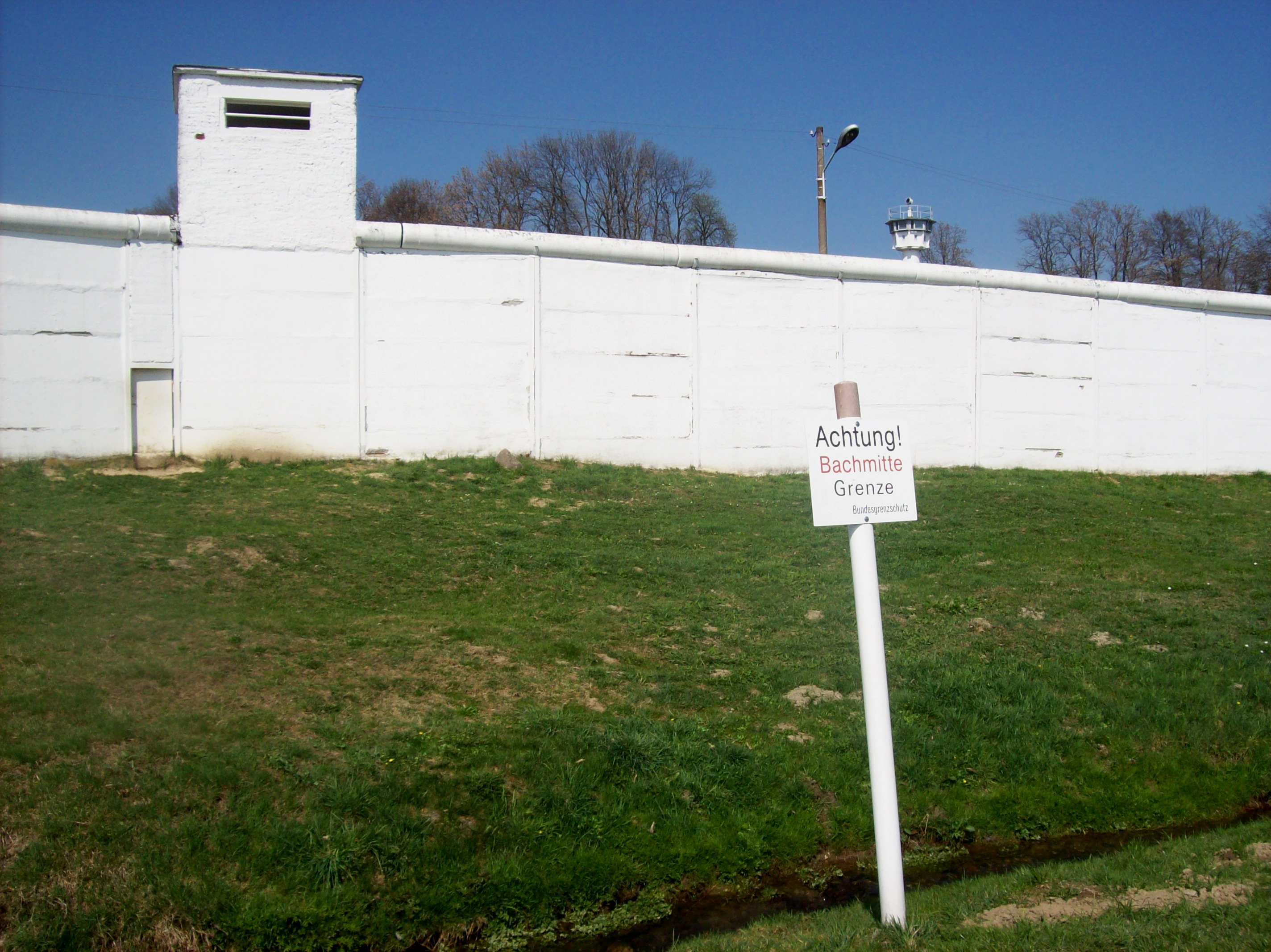
뫼들라로이트 장벽
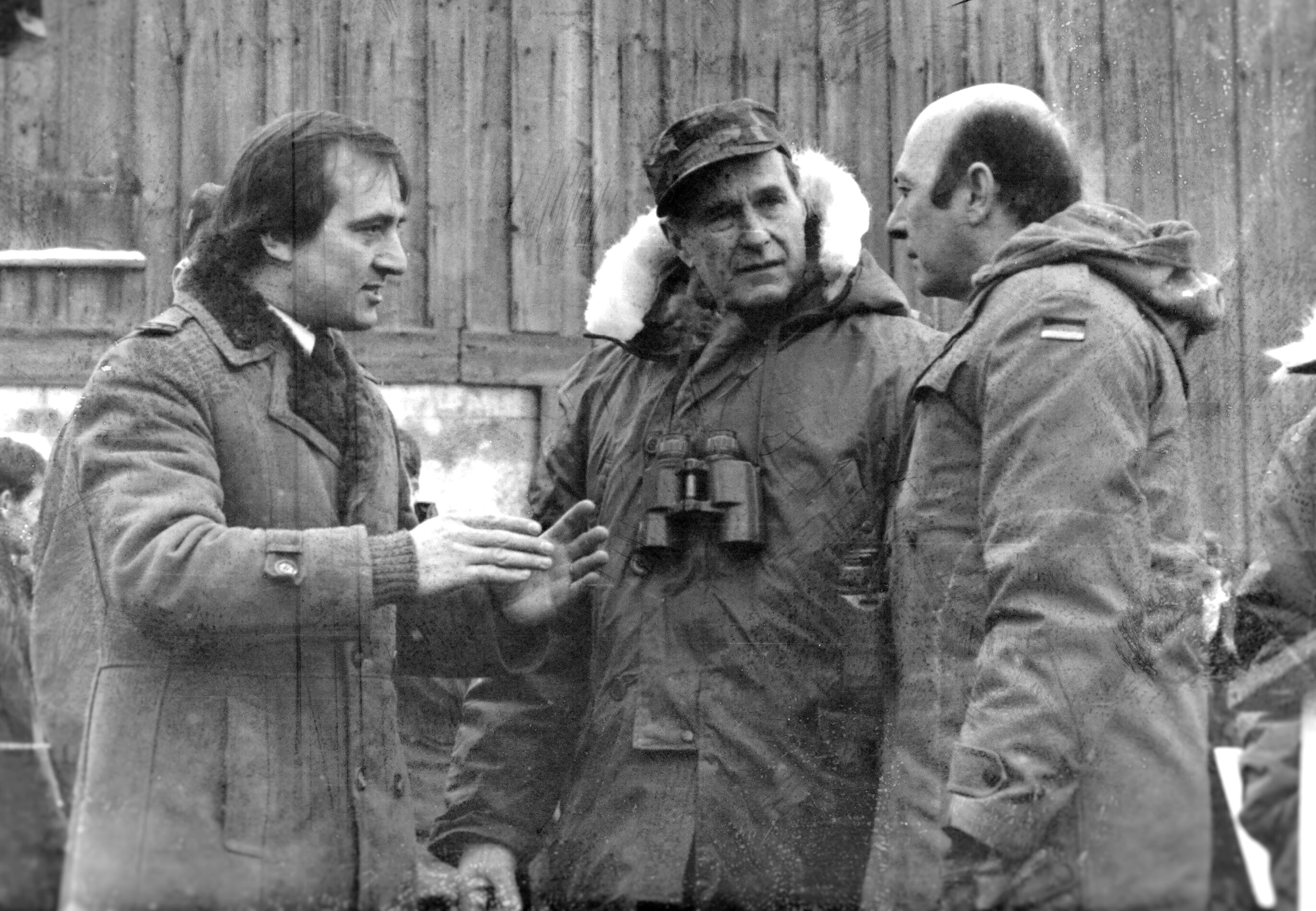
1983년 2월 5일 미국 부통령 조지 H. W. 부시가 "작은 베를린"을 방문한 모습. 왼쪽에는 아르놀트 프리드리히, 가운데에는 조지 H. W. 부시, 우측에는 만프레트 뵈르너가 서있다.

## 같이 보기
- 양독 국경

## 자료
- Jason Johnson: Divided Village: The Cold War in the German Borderlands.  New York, Routledge, 2017.
- Wolfgang Kahl: Ersterwähnung Thüringer Städte und Dörfer. Ein Handbuch. Rockstuhl, Bad-Langensalza 2010, ISBN 978-3-86777-202-0.
- Ludger Stühlmeyer: Curia sonans. Die Musikgeschichte der Stadt Hof. Eine Studie zur Kultur Oberfrankens von der Gründung des Bistums Bamberg bis zur Gegenwart. Heinrichsverlag, Bamberg 2010, ISBN 978-3-89889-155-4 (phil. dissertation, Münster 2010).